# لانبابو (أنغلزي)
لانبابو (بالإنجليزية: Llanbabo)‏ هي قرية تقع في المملكة المتحدة في ويلز.